# Кобальт
Ко́бальт (Co) — хімічний елемент з атомним номером 27, твердий голубувато-сірий метал. Кобальт належить до групи 8 періодичної системи елементів.

## Загальна характеристика
Важкий метал сріблястого кольору з рожевим відтінком. Хімічно стійкий. Густина 8,900. tпл =1494 °C; tкип = 2960 °C. Компактний кобальт стійкий на повітрі, за температури понад 300 °C покривається плівкою СоО; тонкодисперсний кобальт пірофорний; феромагнітний; реагує з розбавленими кислотами (крім HF); за кімнатної температури взаємодіє з галогенами (крім F2).
Утворює безперервні ряди твердих розчинів з Fe, Ir, Mn, Ni, Pd, Pt, Rh, обмежені тверді розчини з Au, Cr, Os, Re, інтерметалічні сполуки з багатьма металами. Пил кобальту токсичний. ГДК 0,5 мг/м³.
Вміст кобальту в земній корі 0,0018 %. Відомо близько 50 мінералів кобальту, з них половина — сірчисті, арсенові тощо подібні сполуки (кароліт CuCo2S4, лінеїт Co3S4, кобальтит CoAsS, сафлорит (Со, Fe)As2;, скутерудит CoAs3, смальтин (Со, Ni) As3 і інш.); рудні мінерали-носії — пірит, піротин, пентландит, халькопірит, арсенопірит. Геохімічно найбільш схожий з Fe і Ni, типовий елемент ультраосновних, частково основних і халькогенних рудних асоціацій, пов'язаних з глибинними джерелами, в яких асоціюються Fe, Ni, Cu, Ag, U, а також деяких осадово-метаморфічних утворень (Fe, Mn, Ni і інш.). Кобальт в мікрокількостях виявлено в морській воді, мінеральних джерелах, ґрунті, живих організмах. Застосовують у виробництві спеціальних сталей та сплавів. Радіоактивний ізотоп 60Со — як джерело гамма-випромінювання у техніці.

## Історія
Кобальт отриманий у 1735 шведським хіміком Г. Брандтом.
Назва металу виникла від німецького Kobold — домовик, гном. Сполуки кобальту були відомі і застосовувалися в глибокій старовині. Зберігся єгипетський скляний глек, що відноситься до XV ст. до н. е., забарвлений солями кобальту, а також блакитні склоподібні цеглини, що містять кобальт. У древній Ассирії, а також в Вавилоні з кобальту виготовляли лазурит — блакитну фарбу, якою обливали керамічні вироби. Ймовірно, початковим матеріалом для отримання кобальтових сполук служив тоді цафер (Zaffer) — сапфір, що містить бісмут і кобальт; звідки, мабуть, і виникли назви фарб — сафлор, шафран і інші.

## Властивості
Залежно від способу отримання кобальт може являти собою блискучий сріблясто-білий метал з червонуватим відтінком, багато в чому схожий на залізо, або чорно-синій порошок, або ж сіру губчасту і крихку масу. Його густина становить 8,9 г/см³, температура плавлення — 1494 °С, він має феромагнітні властивості (точка Кюрі 1121 °С). За звичайної температури на повітрі хімічно стійкий.

## Отримання кобальту

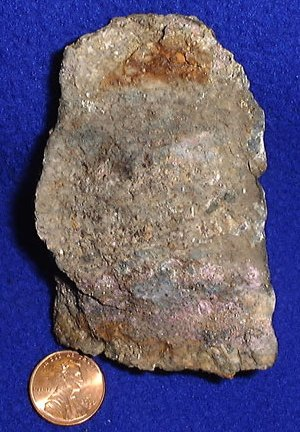
Кобальтова руда

Сировиною для отримання кобальту служать кобальтові руди. До складу руд входять такі мінерали, як кобальтит («кобальтовий блиск» — білі, рожеві зернисті агрегати, кристали, CoAsS,), так звані «кобальтові квіти» (мінерали малинового кольору твердістю 1,5–2,5 і густиною 3,1 підкласу арсенатів — Co3[AsO4]2·8H2O,, крайній член ізоморфного ряду еритрин — анабергіт, Ni3[AsO4]2·8H2O, що є продуктом вивітрювання кобальтиту і арсенідів кобальту і нікелю), а також лінеїт, скутерудит, смальтинхлоантит, пентландит. Як сировина для отримання кобальту може служити пірит (сірчаний колчедан, залізний колчедан)
Серед металів підгрупи заліза кобальт найрідкісніший; вміст його в земній корі не перевищує тисячної частки відсотка. Загальні світові запаси оцінюють в 6 млн т, значна частина яких зосереджена в наступних країнах: Заїрі (ДР Конго), Марокко, Замбії, Австралії, Канаді, Індонезії і на Кубі. У Росії найбільшим родовищем кобальтових руд є Норільське, а з республік колишнього СРСР значними запасами також володіє Азербайджан (Дашкесанське родовище).
Кобальт в основному добувають із мідних або нікелевих руд. Точний метод одержання залежить від складу руди. Спочатку частину наявного сульфіду міді випалюють і з оксидом кремнію переводять в шлак. Далі обробляють і прожарюють з карбонатом або нітратом натрію для видалення ще наявної сірки. Після цього залишаються оксиди, які обробляють соляною або сірчаною кислотою, при чому Fe, Co, Ni переходять в розчин, який в свою чергу обробляють гіпохлоритом кальцію з випаданням в осад гідрохлориду кобальту. Осад прожарюють з утворенням Co3O4, який відновлюють коксом або алюмінієм:
{\displaystyle \mathrm {Co_{3}O_{4}+2\ C\longrightarrow 3\ Co+2\ CO_{2}} }
Світове виробництво кобальту на початку XXI ст. становить понад 39 тис. т.

## Хімічні властивості
Під час низькотемпературного нагрівання (до 300 °C) кобальт окиснюється з утворенням оксиду CoO, а при незначному підвищенні температури (до 500 °C) буде утворюватися суміш оксидів CoO·Co2O3 (яка деградує до CoO при подальшому нагріванні понад 900 °C).
{\displaystyle \mathrm {2Co+O_{2}{\xrightarrow {>300^{o}C}}2CoO} }
{\displaystyle \mathrm {3Co+2O_{2}{\xrightarrow {500^{C}}}Co_{3}O_{4}} }
Кобальт взаємодіє із розведеними кислотами, при дії концентрованих він пасивується.
{\displaystyle \mathrm {3Co+8HNO_{3}{\xrightarrow {}}3Co(NO_{3})_{2}+2NO+4H_{2}O} }
Так само кобальт не взаємодіє із розчинами лугів, проте реагує із їхніми розплавами з утворенням яскраво забарвлених кобальтатів:
{\displaystyle \mathrm {4Co+4NaOH+3O_{2}{\xrightarrow {600-1000^{o}C}}4NaCoO_{2}+2H_{2}O} } (червона сполука)
Із окисниками типу галогенів чи N2O4 кобальт взаємодіє за незначного нагрівання, а з сіркою, фосфором та CO — при високих температурах.
{\displaystyle \mathrm {Co+Cl_{2}{\xrightarrow {100^{o}C}}CoCl_{2}} }
{\displaystyle \mathrm {Co+Br_{2}{\xrightarrow {20-50^{o}C}}CoBr_{2}} }
{\displaystyle \mathrm {Co+2N_{2}O_{4}{\xrightarrow {}}Co(NO_{3})_{2}+2NO} } (в розчині етилацетату)
{\displaystyle \mathrm {Co+S{\xrightarrow {650^{o}C}}[CoS,CoS_{2},Co_{3}S_{4},Co_{9}S_{8}]} }
{\displaystyle \mathrm {Co+P(red){\xrightarrow {650-700^{o}C}}[Co_{2}P,CoP,CoP_{3}]} }
{\displaystyle \mathrm {2Co+2CO{\xrightarrow {220^{o}C}}Co_{2}C+CO_{2}} }

## Застосування кобальту

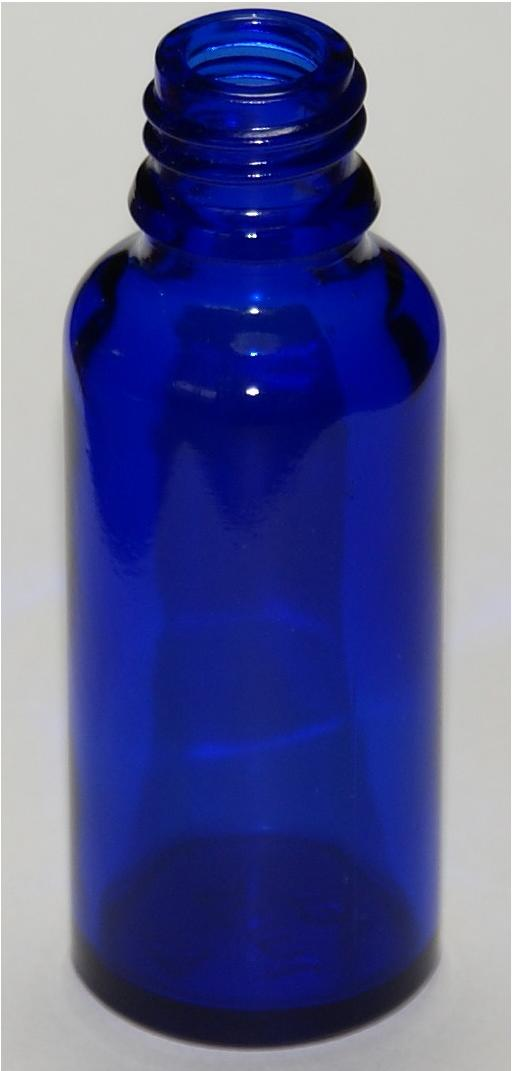
Забарвлене кобальтом скло

У чистому вигляді кобальт не застосовують, але він є найважливішим компонентом сплавів і спеціальних сталей. Це передусім магнітотверді (магнітожорсткі) матеріали — сполуки рідкісноземельних елементів (головним чином самарію та ербію) з кобальтом.
Також кобальт входить до складу жароміцних, затвердих корозійностійких сплавів. Сталі для виготовлення ріжучих інструментів часто містять кобальт. Так, 5–8 % кобальту в сплаві надає різальному інструменту підвищеної термостійкості та міцності, що дозволяє обробляти зокрема загартовані та нержавіючі сталі. У ряді випадків цей метал використовують як гальванічні покриття, оскільки такі покриття є стійкішими до впливу слабих кислот, ніж хромові або нікелеві. З цієї ж причини тонким шаром кобальту іноді покривають столові ножі для захисту від впливу агресивних середовищ.
Хлорид кобальту додає скломасі синє забарвлення, тому він застосовується для виробництва синього та блакитного декоративного скла.
Оксиди кобальту знайшли своє застосування при виготовленні так званих стразів. Стразами (Strass, на ім'я винахідника, скловара і ювеліра кінця 18 ст. Ґеорґа Штрасса), називають штучні камені, які виготовляють із кришталю з домішкою оксидів важких металів, за блиском і грою вони схожі на коштовні камені; підробка під коштовний камінь. Найбільшу популярність отримали стрази з безбарвного скла — під «діаманти». «Смарагди» створюються під час плавлення при додаванні оксиду хрому, «топази» — оксиду заліза, «аметисти» — оксиду кобальту.